# 엠파당

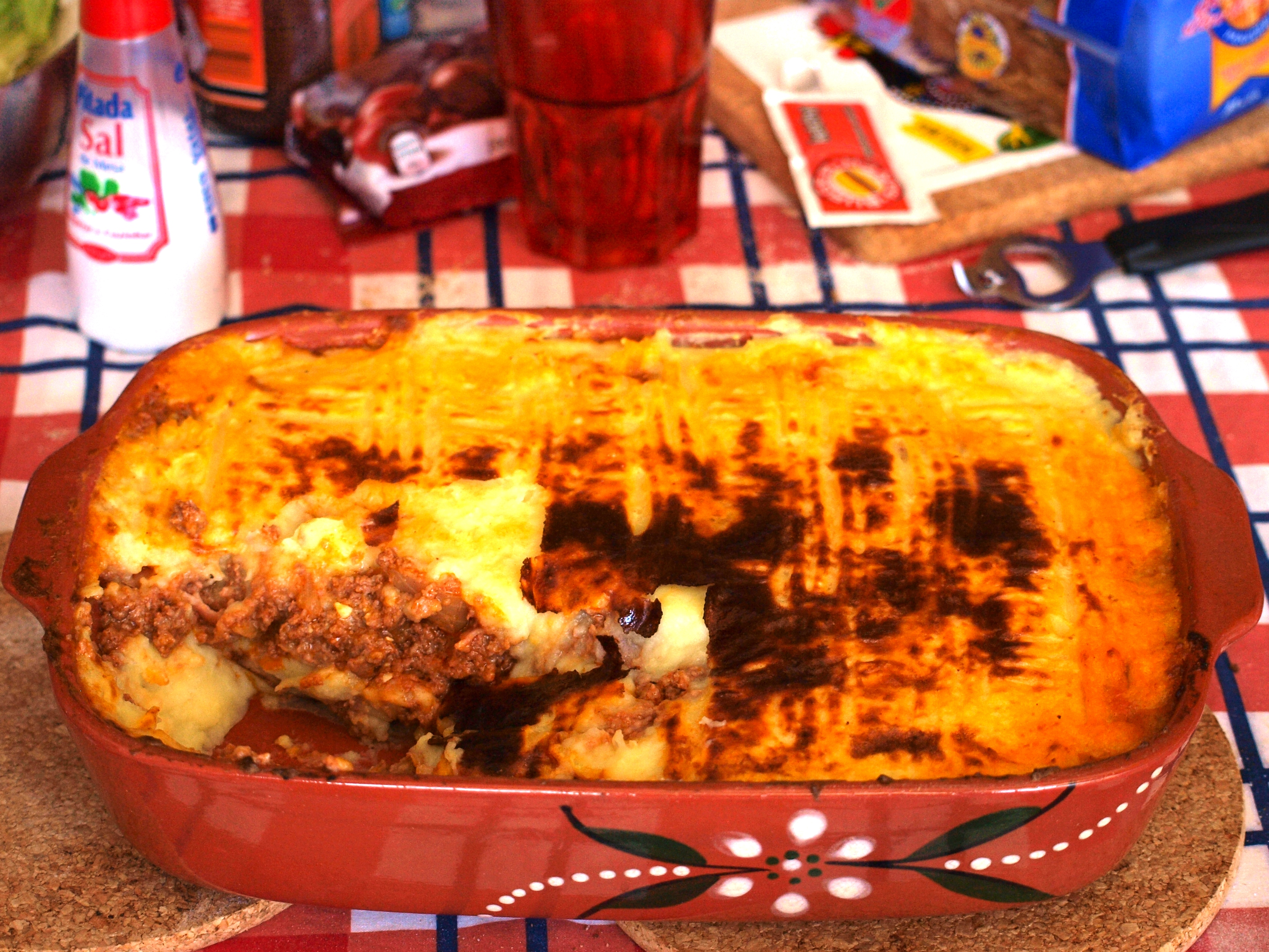
엠파당

엠파당(Empadão)은 전통적인 포르투갈 요리이며, 브라질 요리에서도 인기가 많다. 이 요리는 오븐에 구워 만들며, 붉은 고기, 닭고기, 다랑어, 대구와 해산물을 매시트 포테이토, 마른 반죽, 쌀, 빵 층 사이에 넣거나 밀가루 파스타 안에 넣을 수 있다. 하지만 다진 고기-매시트 포테이토 버전이 전통적으로 더 많이 사용되며, 영국의 셰퍼드 파이와 유사하다.
속 재료는 일반적으로 다진 붉은 고기/썰린 고기 또는 양파와 마늘을 넣은 대구 레포가도로 구성된다. 토마토, 버섯, 사탕옥수수, 완두콩 및 헤케이장도 사용된다. 한 레시피에서는 엠파당을 빵가루와 달걀만을 채워 넣은 다음 푸딩처럼 오븐에 구워 만들기도 한다.
올리브도 토핑으로 사용된다.